# Erwin-und-Gisela-von-Steiner-Stiftung
Die Erwin-und-Gisela-von-Steiner-Stiftung oder auch Steiner-Stiftung wurde 1990 mit Sitz in der Akademie der Bildenden Künste München zur finanziellen Unterstützung begabter Künstler gegründet. Stifterin des Vermögens war Gisela von Steiner, die Witwe des Malers Erwin von Steiner.
Die Stiftung unterstützt in Deutschland arbeitende Einzelkünstler bei ihren aktuellen Projekten mit gewünschtem, wenn auch nicht zwingend erforderlichem Bezug zu München und zur Münchner Akademie der Bildenden Künste. Für die Auswahl der Anträge sowie für die Verwaltung des Stiftungsvermögens ist ein Stiftungsrat verantwortlich. Dieser setzt sich zusammen aus einem Vertreter der Akademie, des Akademievereins, der Steiner-Stiftung und dem Nachlassverwalter.